# 胡安·乌瓦尔多
胡安·乌瓦尔多（西班牙語：Juan Ubaldo，1979年4月30日—），多米尼加男子拳击运动员。他曾代表多米尼加参加2003年泛美运动会拳击比赛，获得一枚金牌。他也曾参加2000年和2004年夏季奥运会。